# Julian Korb
Julian Korb (Essen, 21 de marzo de 1992) es un futbolista alemán que juega en la demarcación de defensa para el Borussia Mönchengladbach II de la Regionalliga West.

## Biografía
Empezó a formarse como futbolista con el TuS Preußen Vluyn, Hülser SV y DJK/VfL Tönisberg. Con doce años se unió a la disciplina del MSV Duisburg por dos años. En 2006 fichó para el Borussia Mönchengladbach. En 2010 subió al segundo equipo, donde permaneció cinco temporadas, cosechando cinco goles en 94 partidos de liga. En la temporada 2011-12 debutó con el primer equipo, alternándose con el segundo equipo hasta 2014. En la temporada 2014-15 subió definitivamente al primer equipo de Mönchengladbach, jugando hasta 24 partidos de liga, dos de copa y cinco en competiciones continentales. Tras marcharse del club jugó hasta junio de 2020 en el Hannover 96. Estuvo toda la temporada 2020-21 sin equipo y, una vez esta finalizó, firmó por dos años con el Holstein Kiel. Pasado este tiempo regresó al Borussia Mönchengladbach para jugar en el filial.

## Clubes
| Club                        | País     | Año       | Partidos | Goles |
| --------------------------- | -------- | --------- | -------- | ----- |
| Borussia Mönchengladbach II | Alemania | 2010-2014 | 94       | 5     |
| Borussia Mönchengladbach    | Alemania | 2011-2017 | 101      | 3     |
| Hannover 96                 | Alemania | 2017-2020 | 68       | 2     |
| Holstein Kiel               | Alemania | 2021-2023 | 35       | 5     |
| Borussia Mönchengladbach II | Alemania | 2023-     | 53       | 0     |